# Komputerowa gra survivalowa

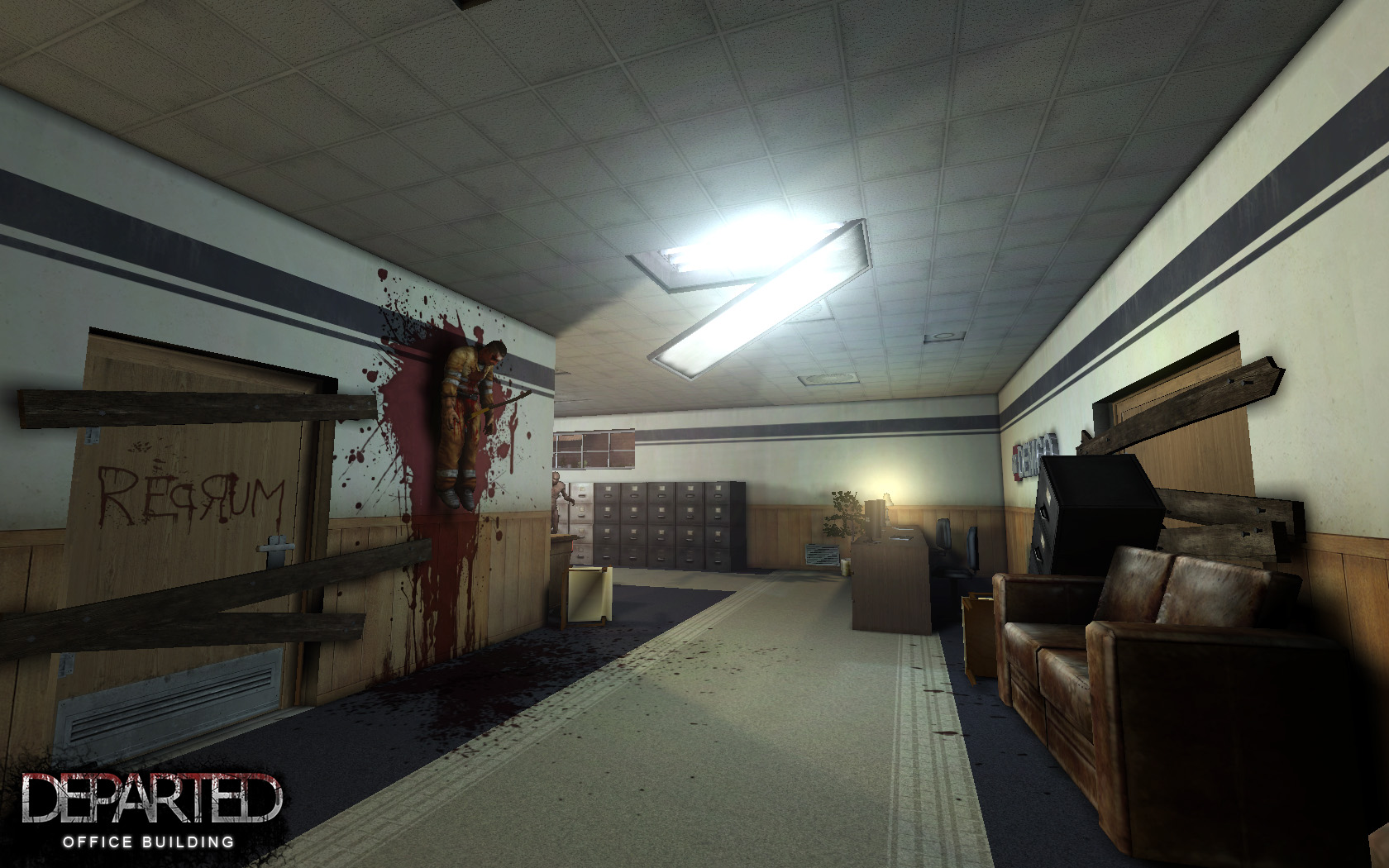
Zrzut ekranu z gry Killing Floor, przykładu komputerowej gry survivalowej

Komputerowa gra survivalowa – podgatunek komputerowej gry akcji, którego rozgrywkę najczęściej cechuje otwarty świat, a zadaniem gracza jest przetrwanie.
Gracz rozpoczyna grę w nieprzyjaznym świecie i z minimalnymi zasobami pozwalającymi na przetrwanie. Jego zadaniem jest szukanie i zbieranie kolejnych zasobów, narzędzi czy broni, ale również zaspokajanie potrzeb takich jak jedzenie, pragnienie, bezpieczeństwo czy schronienie. Wiele produkcji tego typu jest opartych na losowo lub proceduralnie generowanych środowiskach, gry te nie mają również założonych celów.
Gry należące do tego gatunku zawierają czasem elementy survival horroru, w którym to główny nacisk nałożony jest na grozę i wywołanie u gracza poczucia strachu.